# Pi4 d'Orió
Pi4 d'Orió (π4 Orionis) és un estel en la constel·lació de Orión. Comparteix la denominació de Bayer Pi amb altres cinc estels, i entre aquestes és la segona més brillant amb magnitud aparent +3,67. Igual que molts altres estels de la constel·lació —Bellatrix (γ Orionis) o Saiph (κ Orionis) entre elles— forma part de l'associació estel·lar Orió OB1. Es troba a uns 1250 anys llum de distància del Sistema Solar.
Pi4 d'Orió és una binària espectroscòpica, és a dir, les components no es poden resoldre amb telescopi. Els dos són estels calents de 21.800 K de temperatura i tipus espectral B2, el primari classificat com a gegant i el secundari com subgegant. El període orbital del sistema és de 9,519 dies i la lluminositat conjunta del mateix és de 27.000 sols.
Assumint que l'estel gegant és 1,5 vegades més brillant que el seu company (valors típics per a aquesta classe d'estels), les lluminositats respectives serien 16.200 i 10.800 vegades majors que la solar, amb unes masses entorn de 10 masses solars. Amb aquests paràmetres resulta una separació entre els dos estels d'unes 0,25 UA. Els valors estimats de temperatura i lluminositat suggereixen que en realitat ambdós poden ser estels de la seqüència principal amb una edat de menys de 20 milions d'anys.